# Vals-les-Bains
Vals-les-Bains – miejscowość i gmina we Francji, w regionie Owernia-Rodan-Alpy, w departamencie Ardèche.
Według danych na rok 1990 gminę zamieszkiwało 3661 osób, a gęstość zaludnienia wynosiła 191 osób/km² (wśród 2880 gmin regionu Rodan-Alpy Vals-les-Bains plasuje się na 241. miejscu pod względem liczby ludności, natomiast pod względem powierzchni na miejscu 536.).

## Populacja

Populacja Vals-les-Bains w latach 1962-2008

## Galeria

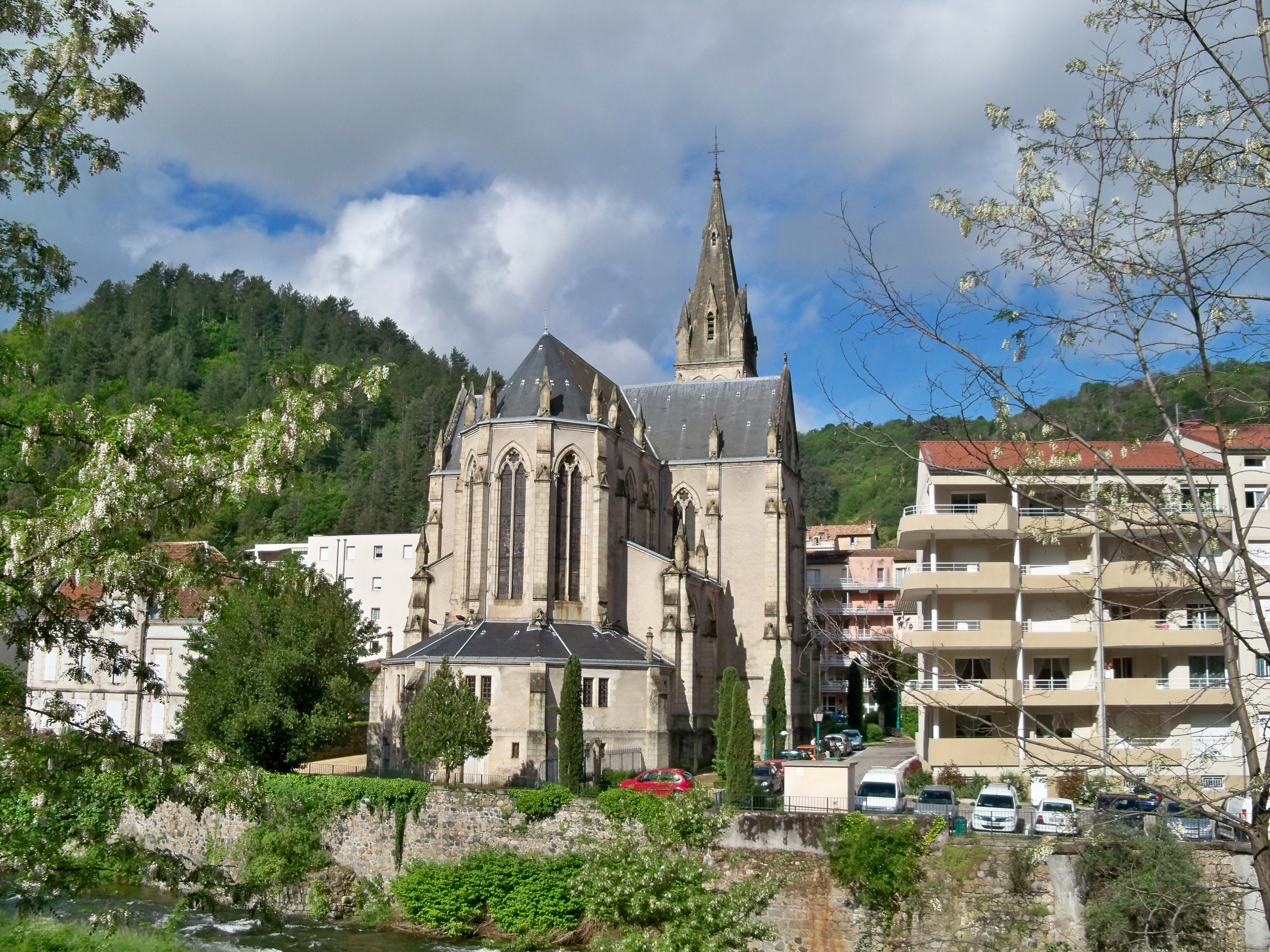
Kościół (2013)
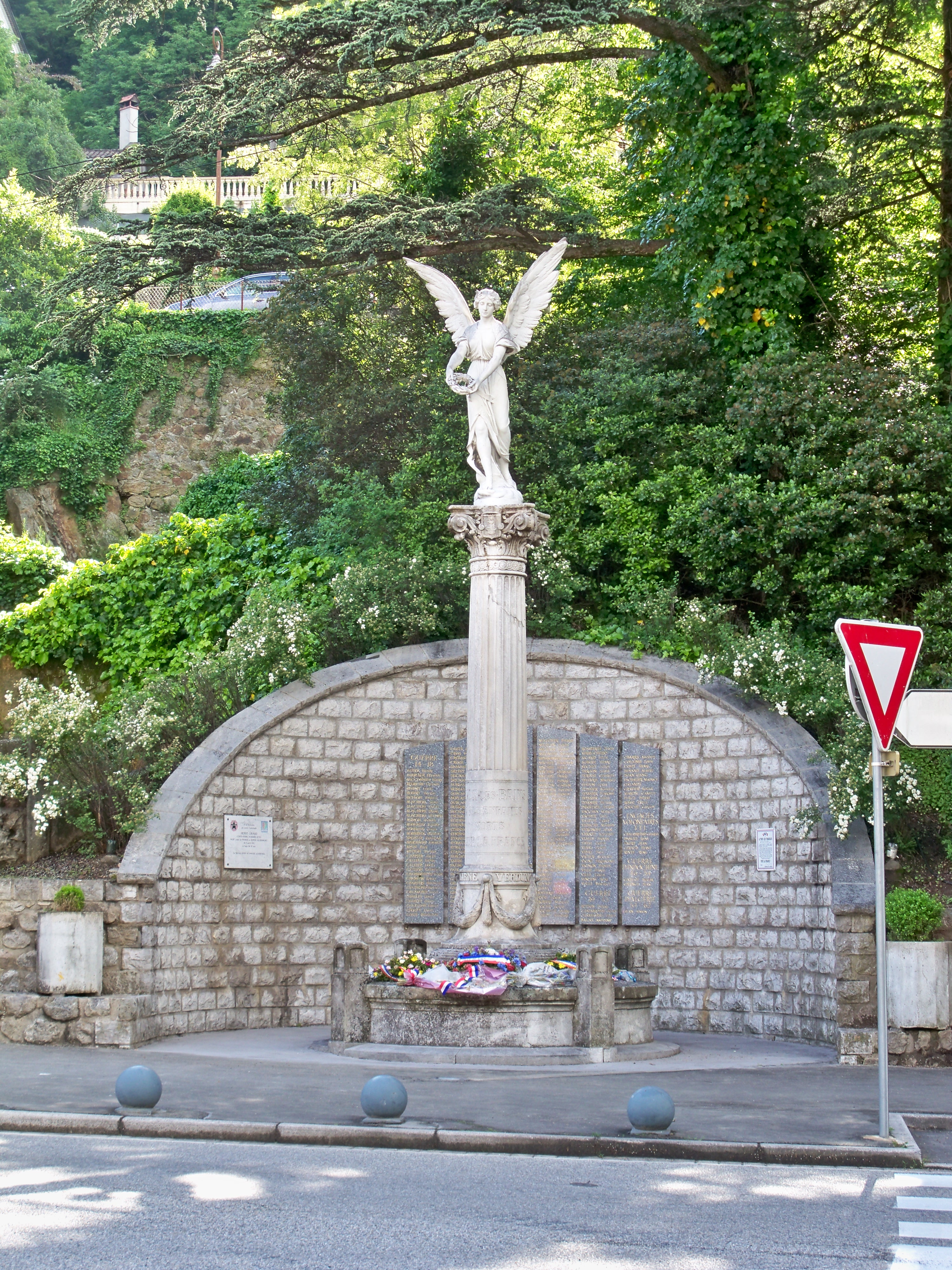
Pomnik (2013)
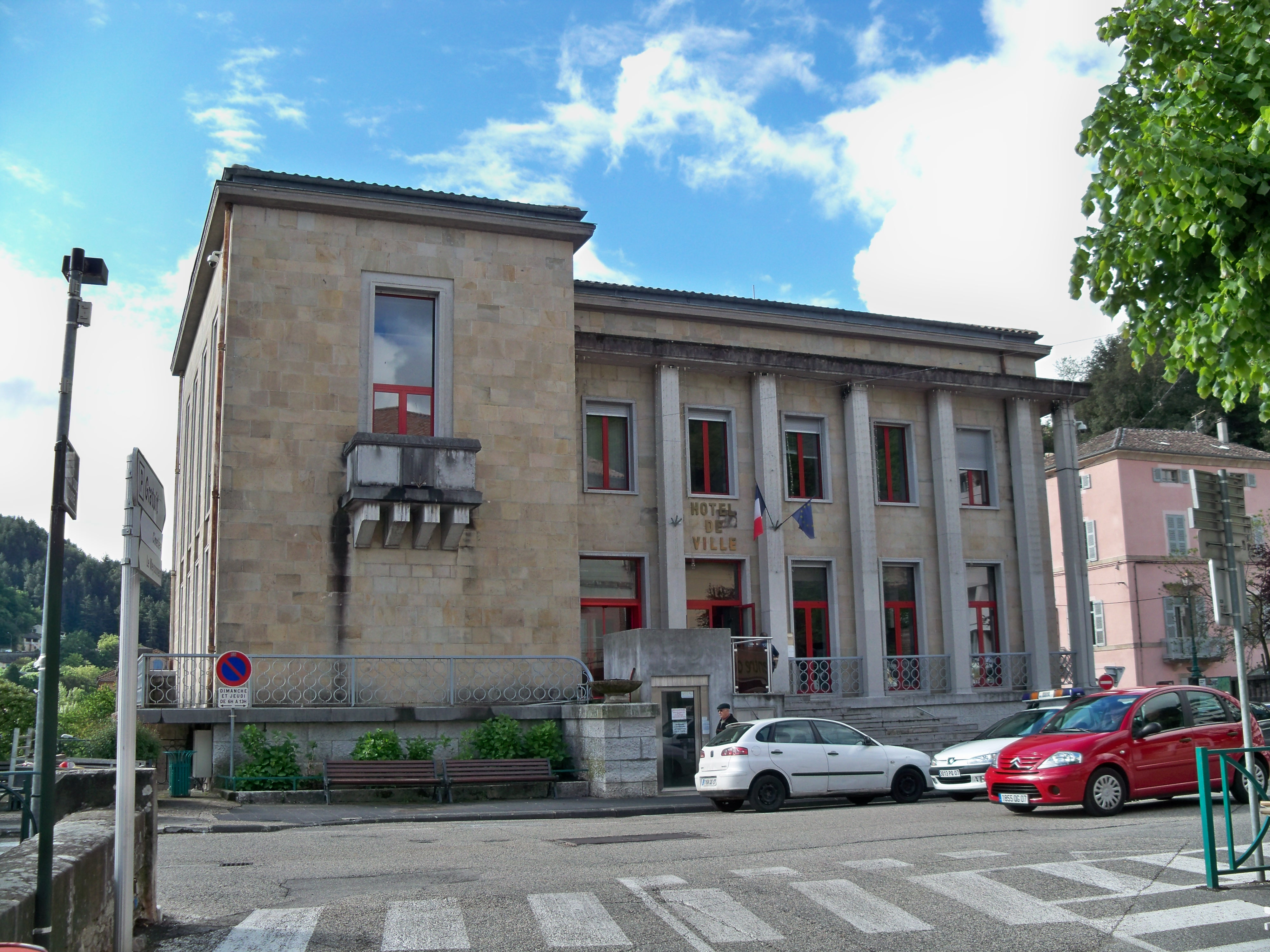
Ratusz (2013)